# Nils Bertil Karlsson
Nils Bertil Karlsson, född 14 oktober 1945 i Västervik, död 23 oktober 2023 i Hallingebergs distrikt i Kalmar län, var en svensk långdistanslöpare. Han tävlade för Enhörna IF.
Nils Bertil Karlsson var svensk rekordhållare på 10 000 meter 1975 till 1982.